# PzKpfw I Ausf F
Het Duitse pantservoertuig PzKpfw I Ausf F is een zwaar bepantserde doorbraaktank gebruikt tijdens de Tweede Wereldoorlog en een variant in de Panzerkampfwagen I-reeks.

## Achtergrond
Sinds einde 1938 wist de Duitse legerleiding dat de Panzerkampfwagen I geen potentieel meer had als gevechtstank en alle nieuwe ontwikkelingen werden gericht naar verkenningstaken of infanterieondersteuningstaken. De PzKpfw I Ausf F was een volledig nieuw ontwerp dat slechts weinig elementen gebruikte van de originele Panzerkampfwagen I uitvoering A en B. De Panzerkampfwagen I uitvoering F was een ontwerp bedoeld om de Panzerkampfwagen I tank een zo zwaar mogelijk bepantsering aan te meten om zo de infanterie bij te staan in de aanvalsoperaties. De initiële bestelling van 30 stuks werd gegeven op 22 december 1939 bij, en ook uitgevoerd door, de fabrikant Krauss-Maffei. Doch een extra bestelling van 100 stuks werd afgeblazen, nog voor de productie ervan startte. Voor de PzKpfw I Ausf F had men een speciale ophanging ontwikkeld (genaamd Schachtellaufwerk) met overlappende wielen en een vering gebaseerd op lamellen. Zo kon de wielomtrek zo groot mogelijk worden; dit maakte het mogelijk om een inferieure kwaliteit rubber te gebruiken, voor die tijd een schaarse grondstof in Duitsland. Zijn bepantsering aan de voorzijde was 80 mm dik, dewelke nagenoeg ondoordringbaar was voor de antitankwapens uit die tijd. Voor de tankcommandant had men in de koepel vijf episcopen ingebouwd die uitzicht gaven naar de voorzijde en zijkanten van de tank. Daarenboven had de commandant nog een vizier voor de twee MG34 machinegeweren. De bestuurder had een toeklapbaar kijkgat aan de voorzijde of één episcoop aan de linkerzijde.

## Dienstjaren
De PzFpfw I Ausf F was in productie van april tot september 1942. In mei 1942 werden vijf stuks PzKpfw I Ausf F geleverd aan de 1e Compagnie van de Panzer-Abteilung zur besonderen Verwendung 66 (Pz.Abt.z.b.V.66). De Pz.Abt.z.b.V.66 werd naar Leningrad, Rusland gestuurd om ingedeeld te worden in het 29e Panzer Regiment van de 12e Panzer Division. De 12e Panzer Division rapporteerde op 1 juli 1943 dat ze drie operationele PzKpfw I Ausf F hadden op een totaal van zeven.
In mei 1943 werden vijf stuks Ausf. F gestuurd naar de 2. Polizei Panzer Kompanie (neu) gestationeerd te Wenen. Deze werden later verscheept naar het oostfront, waar ze allen tegen augustus 1944 verloren gingen. In maart 1943 werden acht stuks geleverd aan het 1e Panzer Regiment van de 1e Panzer Division en deden mee aan de fronten van Rusland, Joegoslavië en Griekenland. De PzKpfw I Ausf F ging nooit in volledige productie. De twee nog bestaande exemplaren worden bewaard in musea in Koebinka (Rusland) en Belgrado.

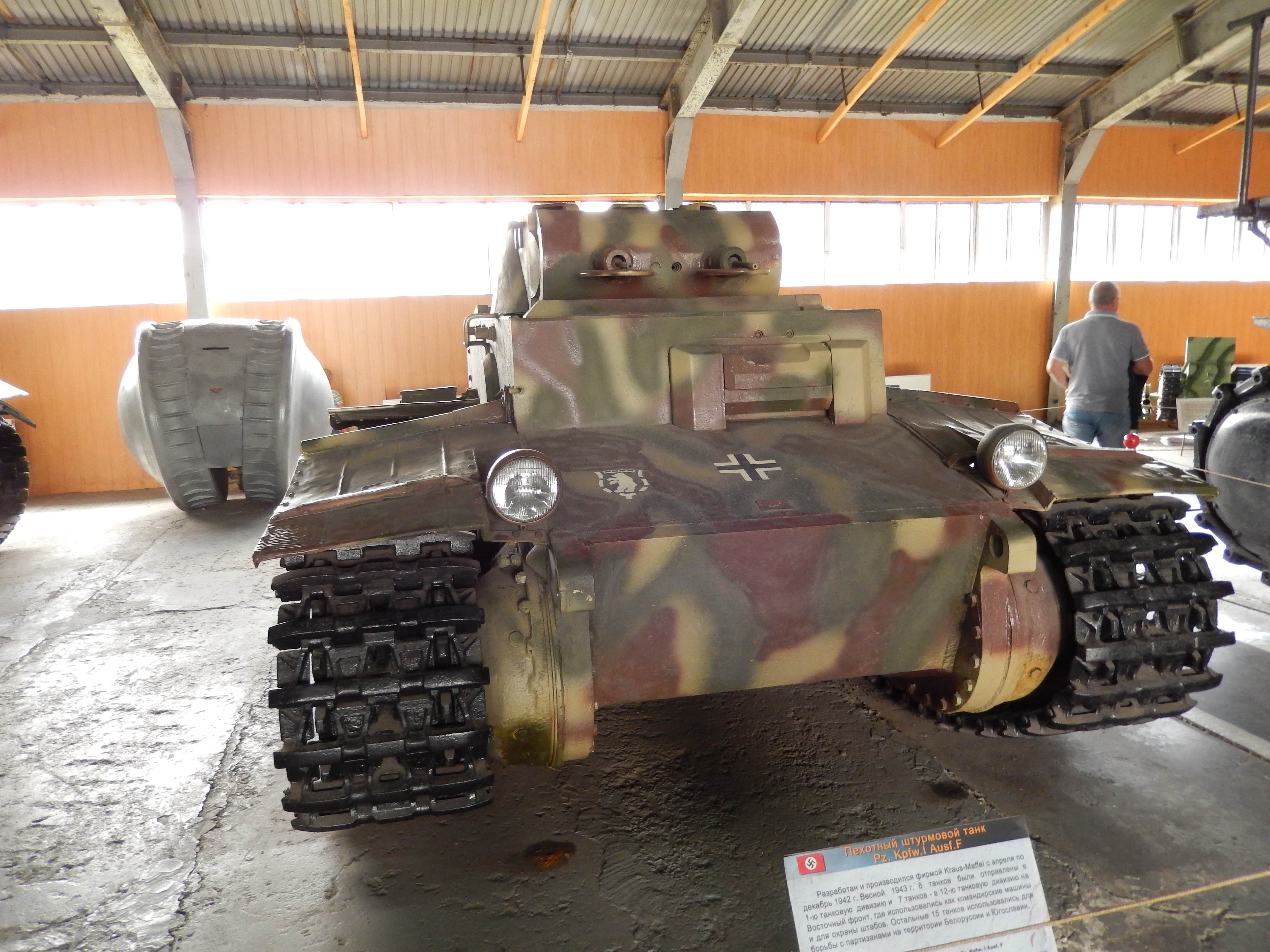
Pz.KpfW.I Ausf.F in een museum in Koebinka (Rusland)

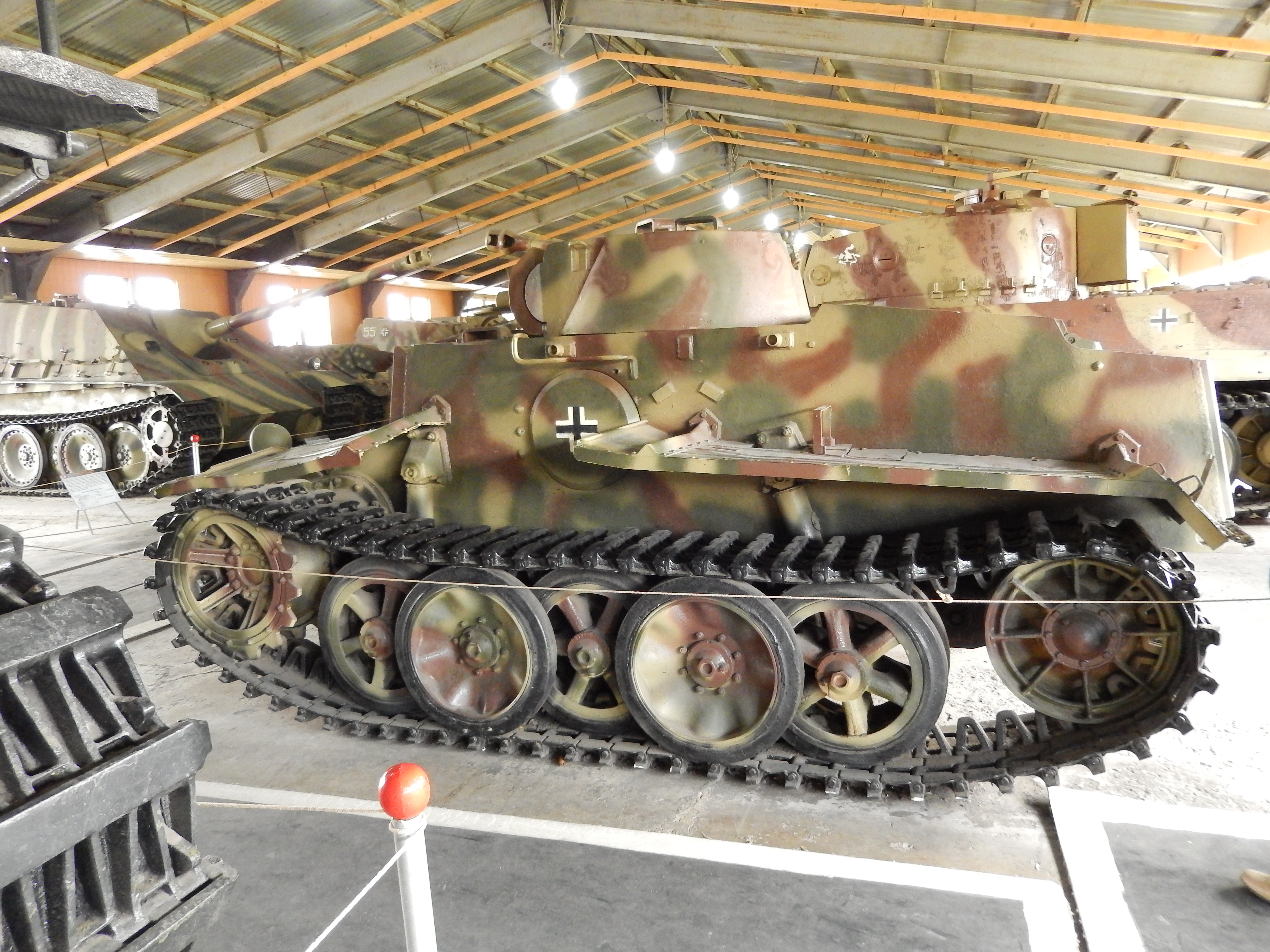
Pz.KpfW.I Ausf.F in een museum in Koebinka (Rusland)